# Scaldicetus
Lo scaldiceto (gen. Scaldicetus) è un cetaceo estinto, appartenente ai fiseteridi. Visse tra il Miocene inferiore e il Pliocene inferiore (circa 18 – 4 milioni di anni fa) e i suoi resti fossili sono stati ritrovati in Europa, Nordamerica e Australia.

## Descrizione
Questo animale doveva essere abbastanza simile all'odierno capodoglio. Solitamente era più piccolo della forma attuale, ma resti frammentari fanno supporre che alcuni esemplari fossero lunghi quasi quanto i capodogli odierni. Il cranio di Scaldicetus era basso, con uno scudo occipitale dalla parte anteriore inclinata notevolmente. Erano presenti grandi fosse temporali allungate, e processi zigomatici rigonfi lateralmente e robusti. Al contrario degli attuali capodogli, Scaldicetus possedeva robusti denti aguzzi anche nella mascella superiore. I denti erano dotati ancora di smalto. Una serie di nove denti appartenuti al medesimo esemplare sono stati rinvenuti in località Cessaniti in Calabria dal Gruppo Paleontologico Tropeano e sono ora esposti presso il Civico Museo del Mare di Tropea.

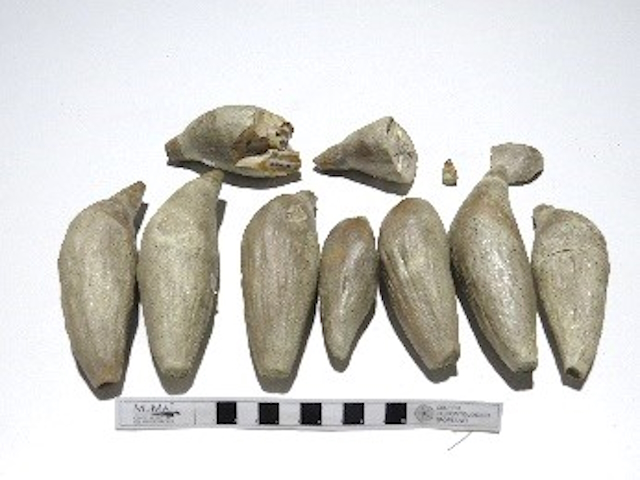
La serie di 9 denti di Scaldicetus che oggi sono esposti nel Civico Museo del Mare di Tropea.

## Classificazione

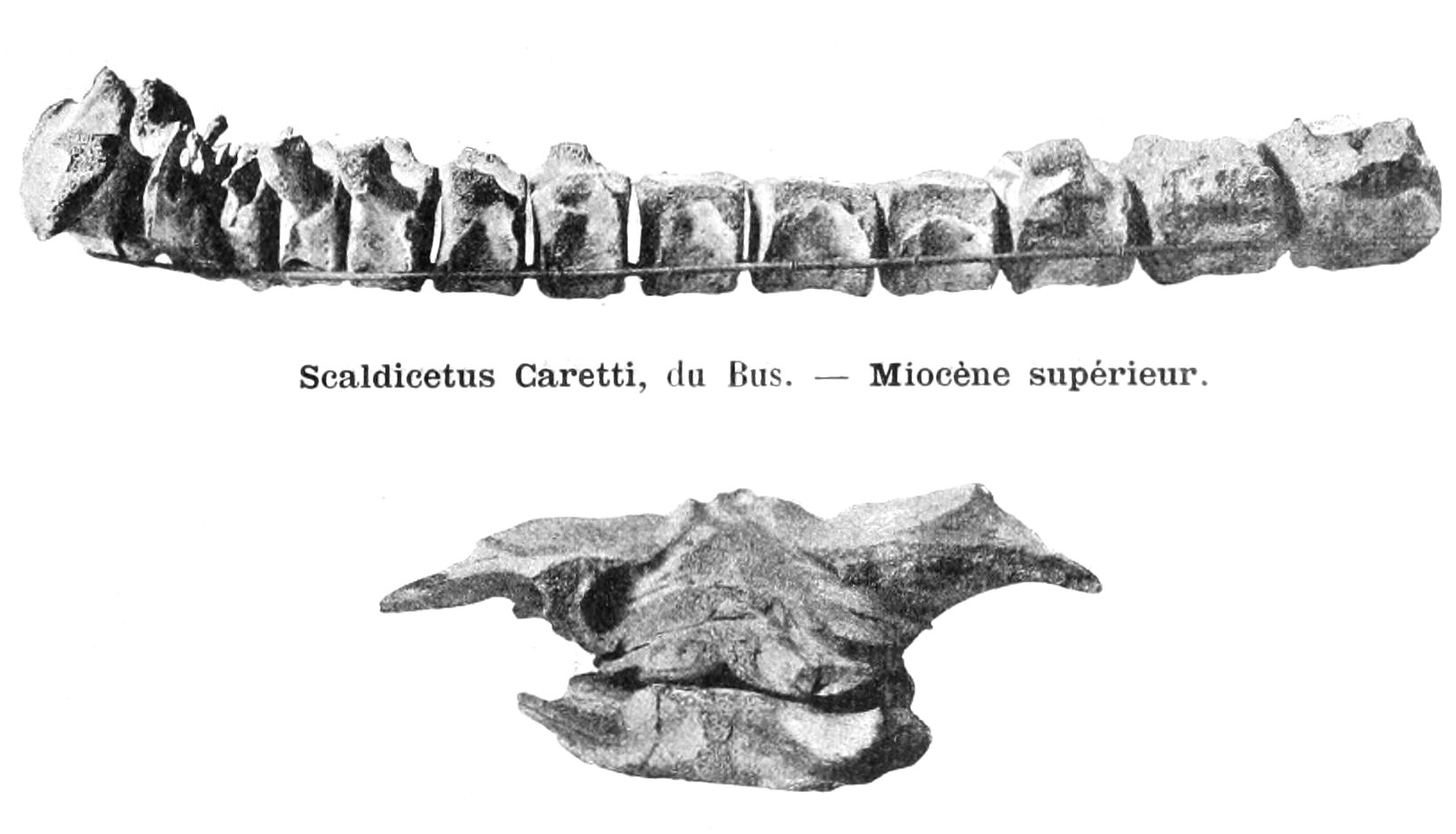
Illustrazione dei fossili di S. caretti

I primi fossili di questo animale (45 denti isolati, probabilmente appartenenti a un solo esemplare) vennero ritrovati nella zona di Anversa, in Belgio, in terreni del Miocene superiore, e vennero descritti da Du Bus nel 1867 come Scaldicetus caretti. Un'altra specie piuttosto diffusa è S. grandis, rinvenuta in Europa e in Nordamerica. 
Numerosi altri fossili attribuiti a Scaldicetus sono stati ritrovati in vari siti compresi tra il Miocene inferiore e il Pliocene inferiore, ma l'identificazione di questi resti è problematica. Spesso gli studiosi si sono basati su denti con smalto corrugato e sulla presenza di denti funzionali nella mascella superiore, ma queste caratteristiche suggeriscono piuttosto un grado evolutivo e non un genere tassonomico distinto. In ogni caso, Scaldicetus è un rappresentante basale dei fiseteridi, attualmente rappresentati dal capodoglio e dai kogia.